# 皮安科尼奥
皮安科尼奥（義大利語：Piancogno），是意大利布雷西亚省的一个市镇。总面积13平方公里，人口4690人，人口密度360.8人/平方公里（2009年）。国家统计（ISTAT）代码为017206。